# 27365 Henryfitz
27365 Henryfitz este un asteroid din centura principală de asteroizi.

## Descriere
27365 Henryfitz este un asteroid din centura principală de asteroizi. A fost descoperit pe 3 martie 2000 în cadrul proiectului CSS. Asteroidul prezintă o orbită caracterizată de o semiaxă mare de 2,21 ua, o excentricitate de 0,14 și o înclinație de 9,3° în raport cu ecliptica.